# Kultura tardenuaska

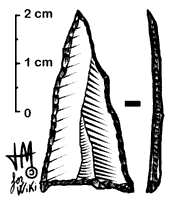
Wyrób kultury tardenuaskiej

Kultura tardenuaska (też: kultura tardenoska) – kultura archeologiczna z okresu mezolitu, występowała na terenie zachodniej Europy (gł. dzisiejszej Francji, Belgii i Niemiec), a także Hiszpanii.
Stanowiskiem eponimicznym jest La Fère-en-Tardenois w departamencie Aisne.
Rozwinęła się na podłożu kultur późnopaleolitycznych. Typowymi wyrobami kultury tardenuaskiej są mikrolityczne ostrza o geometrycznym kształcie. Używano też harpunów, szydeł i sztyletów kościanych. Ludność tej kultury rozpoczęła oswajać psa, zamieszkiwała nadal w jaskiniach i w krótkotrwałych obozowiskach otwartych. Pochówki szkieletowe w pozycji skurczonej.
Uformowała się w VIII tys. p.n.e., odłam południowy ewoluował w kulturę kastelnowską, północny trwał do V/IV tys. p.n.e. Kultura dotarła również na Wielką Brytanię, gdzie zmieszała się z kulturą maglemoską.